# Regmaglipt

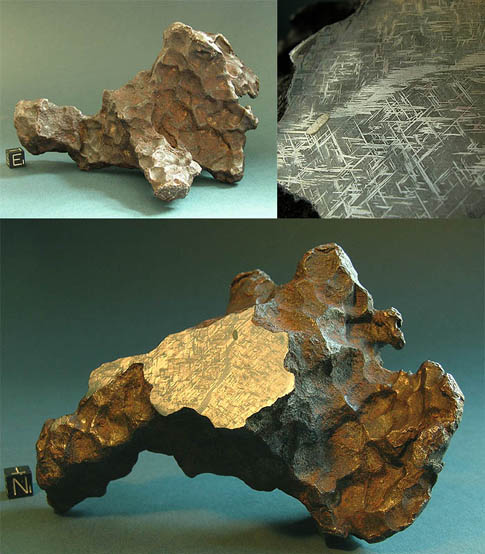
Żelazny meteoryt z licznymi regmagliptami

Regmaglipt – okrągławe zagłębienie w meteorycie niedużej głębokości. Powstaje ono w wyniku ablacji materii meteoroidu w trakcie jego przelatywania przez warstwy atmosfery.
W czasie przelotu przez atmosferę Ziemi, prędkość ciała meteoroidowego ulega silnemu wyhamowaniu. Wyzwolona w tym procesie energia zmienia się w ciepło, co doprowadza do obtapiania zewnętrznych części ciała i parowania substancji, czyli zjawiska ablacji. Opór cząsteczek powietrza może doprowadzić do sytuacji, gdy opóźnienie obiektu spada do zera i ustala się jego prędkość znacznie mniejsza od prędkości, z jaką ciało weszło do atmosfery. Obszar, w którym to następuje, nosi nazwę obszaru zatrzymania. Prędkość ciała może być na tyle mała, że znacznie zredukowana siła oporu (zależna od prędkości) powoduje wydzielanie się mniejszej ilości ciepła. Może to spowodować zgaśnięcie ciała i rozpoczęcie procesu chłodzenia. Wtedy właśnie mogą utworzyć się regmaglipty.